# Arizona (teritoriu SUA)

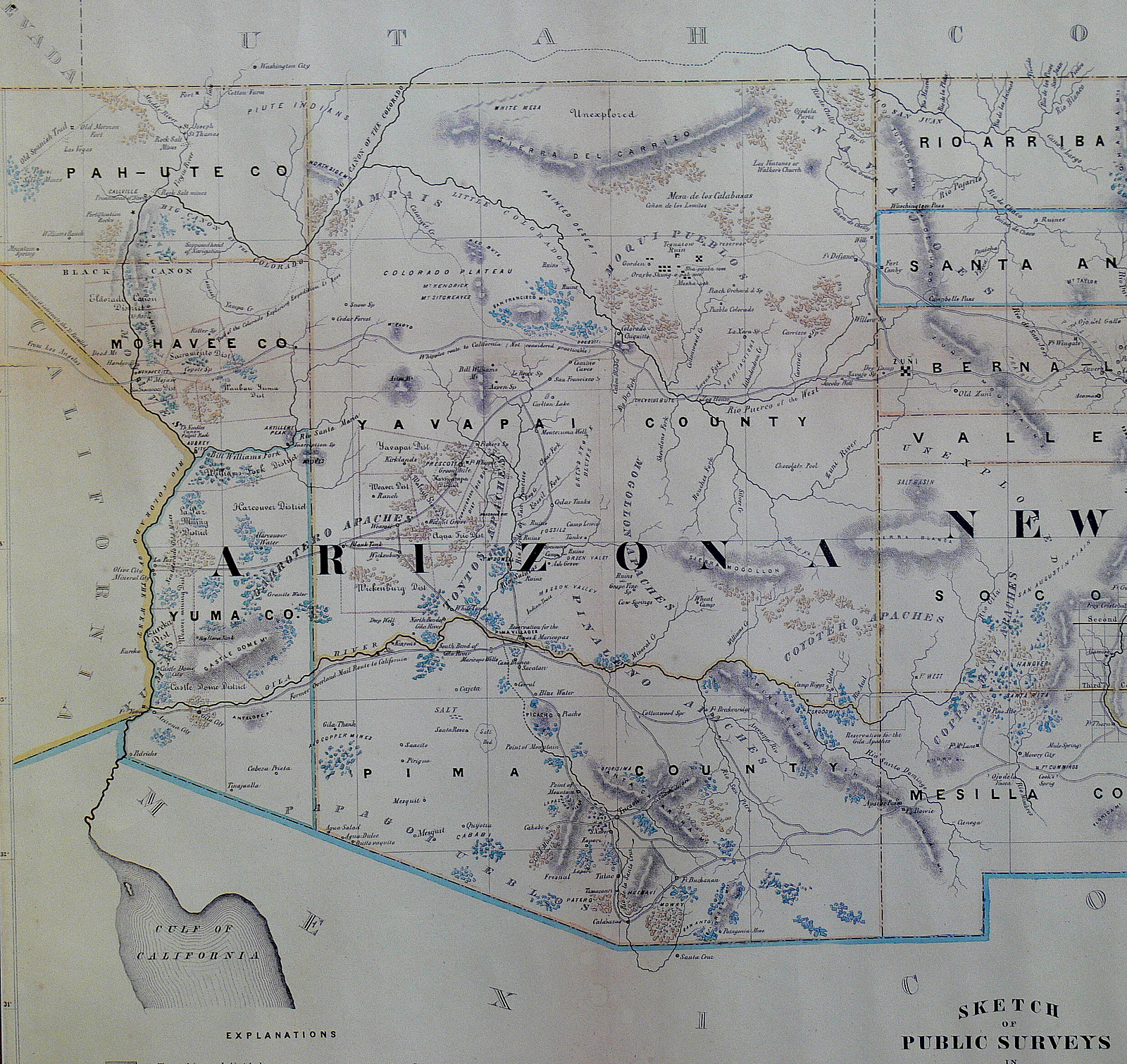
Arizona Territory conform unei hărţi de cadastru din 1866.

Teritoriul Arizona, conform originalului [The] Arizona Territory, a fost un teritoriu organizat al Statelor Unite ale Americii, care a existat între 1863 și 1912.
A fost urmat de entitatea administrativă de ordin întâi Statul Arizona (în original, The State of Arizona).

## Istoric
Timp de doi ani, 1861 - 1862, a existat un Teritoriu Arizona dependent de Statele Confederate ale Americii.  Cele două teritorii, al Confederației, și mai apoi cel al Uniunii, s-au suprapus teritorial fără a fi însă identice.  Oricum, ambele au jucat un rol important în campania vestică a Războiului civil american. 
Teritoriul unional Arizona a fost admis ca cel de-al patruzeci și optulea stat al Statelor Unite ale Americii la 14 februarie 1912. 

## Legislatura Teritoriului Arizona
Legislatura Teritoriului Arizona (în original, [The] Arizona Territorial Legislature), fusese corpul legislativ al Teritoriului Arizona, constând dintr-o legislatură bicamerală, ce avusese o cameră inferioară Camera Reprezentanților Legislaturii Teritoriului Arizona (în original, [The] House of Representatives, pe scurt Camera) și una superioară, Consiliul Legislaturii Teritoriului Arizona.
Creată inițial printr-un document numit Arizona Organic Act, componența inițială a legislaturii consta din nouă membri ai Consiliului și optsprezece ai Camerei.   Legislatura avea inițial doar o sesiune anuală, dar la intervenția Congresului Statelor Unite, Legislatura se va constitui bi-anual, începând cu 1869.   Din 1881, apartenență la Legislatură s-a schimbat, numărul membrilor Consiliului crescând la douăsprezece membri iar cel al membrilor Camerei la douăzeciși patru. 
În 1912, o dată cu obținerea statutului de stat al Statelor Unite ale Americii, Legislatura Teritoriului Arizona a fost înlocuită cu Legislatura Statului Arizona, care a funcționat și funcționează neîntrerupt până în prezent.